# 圖南產業
圖南產業株式會社，是臺灣日治時期的企業，生產農業作物。

## 沿革
三菱製紙所為三菱財閥下的企業之一，其於1908年開始在台灣的造紙事業，在林內設立「臺灣三菱製紙所」，在竹山設立「三菱臺灣竹林事務所」。由於製紙成效不佳，三菱製紙於1920年結束了林內的製紙所，並在1932年1月將在台灣的資產改組為「圖南產業合資會社」，本部由竹山街遷至斗六街，而原本竹山的竹林事務所改為圖南產業竹山出張所。圖南產業合資會社於1936年11月讓渡給東山農事株式會社，1939年5月再改組為「圖南產業株式會社」，為東山農事下的子公司，社長為坂本正治。圖南產業株式會社的組織包含總本部（斗六）、桐油工廠（斗六大潭）、斗六事業所（斗六崁頭厝）、竹山事業所（竹山竹圍子）、勞水坑出張所（竹山勞水坑），並在古坑荷苞山栽種桐花、咖啡、松樹等經濟作物，生產與製造其加工品。
圖南產業株式會社在戰後由「雲林經濟農場」接收，在1958年由美援挹注興建「雲林縣經濟農場咖啡工廠」，曾經為遠東最大的咖啡生產工廠，於1970年結束營運。
在斗六的原圖南產業株式會社員工宿舍其中一棟在2012年11月燒毀，部分宿舍於2018年5月開始整修。